# Shendyt

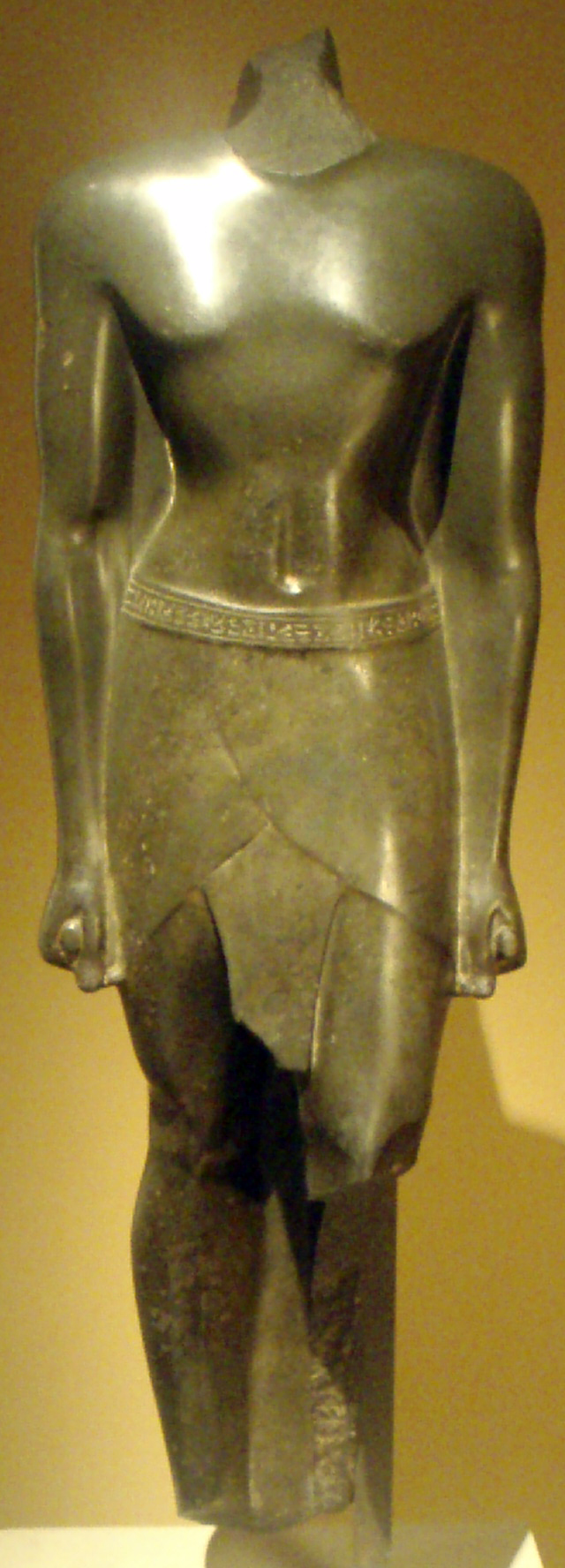
General Tjahapimu Egyptens 30:de dynasti, bärande en icke kunglig shendyt.

Shendyt är ett klädesplagg som användes i det gamla Egypten. Det bars runt midjan och sträcker sig ned till knäna. Denna kilt, eller förkläde, användes av Faraon när han avbildades i sammanhang där han offrade till gudarna eller i situationer där rörelse krävs, till exempel jakt, språng eller kamp.
Shendyten var troligen en anpassning från det tidigare jaktplagget som tillät rörelsefrihet för användaren. Militären bar också en variant av shendyt, eftersom även de behövde rörelsefrihet i strider. Skillnaden är att Faraos shendyt skulle ha gjorts av fint plisserat linne.